# Come & Get It
"Come & Get It" é uma canção da atriz e cantora estadunidense Selena Gomez, gravada para o seu primeiro álbum de estúdio em carreira solo Stars Dance. Foi escrita por Ester Dean, Mikkel S. Eriksen e Tor Erik Hermansen, sendo que os dois últimos a produziram sob o nome Stargate. A música foi originalmente composta para integrar a lista de faixas do disco Talk That Talk (2011), da cantora barbadiana Rihanna, contudo foi descartada pela mesma e enviada a Selena. O tema foi lançado como single carro-chefe do disco através da gravadora Hollywood em 8 de abril de 2013. Na capa desenhada para divulgação nas lojas, Gomez é vista gesticulando um grito, enquanto usa uma coroa de jóias em um fundo vermelho. A nível musical, a canção demonstra uma sonoridade electropop. A sua melodia é composta através dos vocais, juntando acordes de piano.
Liricamente, trata sobre a artista estar viciada em um romance problemático. A obra recebeu revisões mistas da crítica especializada; alguns analistas observaram uma maturidade por parte de Selena e uma nova sonoridade. Em termos de desempenho comercial, "Come & Get It" vendeu mais de 76 mil downloads pagos em sua semana de lançamento nos Estados Unidos, alcançando a posição de número seis na principal parada de singles do país, a Billboard Hot 100, publicada pela revista Billboard. Na Bélgica, a canção obteve a segunda posição. Na Canadian Hot 100, da mesma revista mencionada anteriormente, classificou-se na sexta colocação.
Seu vídeo musical acompanhante foi dirigido por Anthony Mandler com o seu enredo focando nos quatro elementos. Foi lançado primeiramente no especial MTV First: Selena Gomez em 7 de maio de 2013 e minutos depois publicado na conta oficial de Selena no Vevo. No mesmo dia, foi disponibilizado para vendas mundialmente através da loja virtual iTunes Store. A produção chegou a ser comparada com os vídeos para "Where Have You Been" de Rihanna e "Starships" de Nicki Minaj, respectivamente, sendo este último também dirigido por Mandler. A primeira interpretação de "Come & Get It" ocorreu em 14 de abril nos MTV Movie Awards de 2013. No dia seguinte, foi apresentada no The Ellen DeGeneres Show. No Late Show with David Letterman, foi realizado um evento simples, sendo apenas Gomez e o microfone, sem coreografias, ao contrário das outras duas. A composição também foi incluída em um vídeo promocional da American Broadcasting Company (ABC) para a série Mistresses.

## Antecedentes

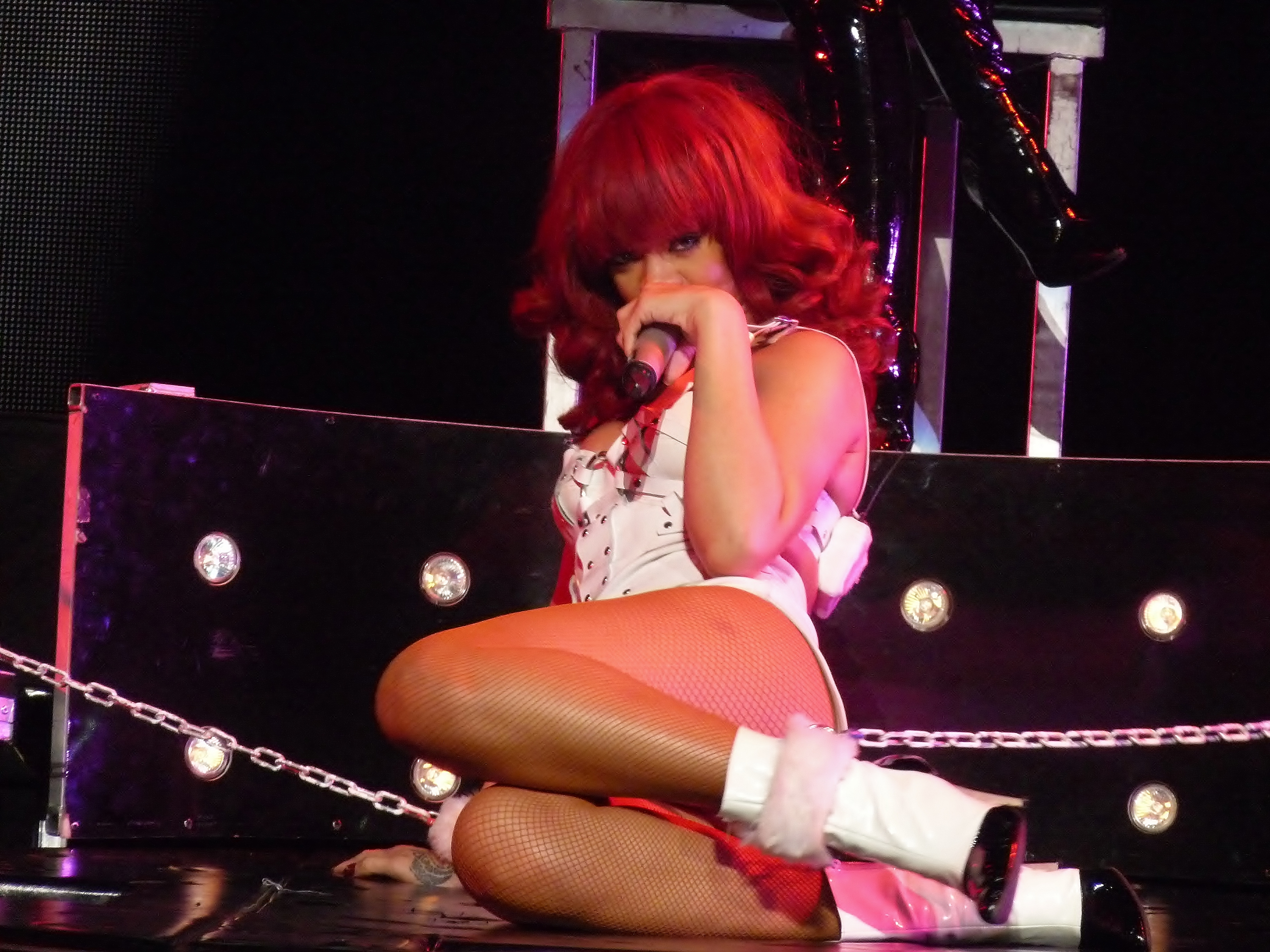
"Come & Get It" havia sido originalmente composta para a cantora barbadense Rihanna (foto), para seu sexto álbum de estúdio Talk That Talk, porém acabou sendo recusada pela mesma e gravada por Selena.

Após a finalização dos trabalhos para o When the Sun Goes Down, Selena Gomez anunciou uma pausa em sua carreira musical, para focar no cinema. Mais tarde, a artista confirmou o fim de sua banda, o Selena Gomez & the Scene, após três álbuns de estúdios lançados com o grupo. Durante esse período, a cantora começou a trabalhar em canções para o seu novo disco: "Fiz um álbum bem dançante, do qual sinto muito orgulho. Gravei cerca de vinte faixas e trabalhei com vários produtores. Serão canções pop bem divertidas, uma ou outra no estilo de Ellie Goulding. É um álbum pop bem divertido. Estou super animada. Esse é o propósito de manter segredo. Estou animada para lançar o primeiro single e que meus fãs possam ouvi-lo logo".
Antes de "Come & Get It" ser anunciada, houve especulações que outras duas músicas seriam lançadas como seu novo single; a primeira foi uma canção chamada "Rule the World", divulgada na Internet ilegalmente, e a outra "Love Will Remember". Essa última, embora não tenha sido vazada, chamou a atenção após o produtor Rock Mafia, que já trabalhou com Selena em projetos anteriores, ter afirmado que estava remixando uma faixa com este título. Os boatos foram desmentidos mais tarde pela própria cantora, durante uma entrevista promocional do filme Spring Breakers, no qual protagoniza. Nessa entrevista, ela anunciou "Come & Get It" pela primeira vez, afirmando seu lançamento para abril, abrindo os trabalhos de seu primeiro álbum em carreira solo.
Antes do anúncio, foram clicadas fotos de Selena filmando um possível vídeo musical; elas deram a entender que seria para sua nova música. Mais tarde, a intérprete afirmou que se tratava, na verdade, de uma sessão de fotos. Inicialmente, "Come & Get It" havia sido composta para a cantora barbadiana Rihanna, durante os preparativos de seu sexto álbum de estúdio, Talk That Talk; porém acabou por ser descartado pela mesma e gravada por Selena. Sobre o motivo de escolher esta faixa para abrir os trabalhos de seu novo disco, a artista disse o seguinte:
| “ | O motivo que me fez escolher este como o primeiro single foi porque ele exala, como já havia dito antes, a confiança e a força e isso são coisas que eu estou disposta a compartilhar com o mundo. Esse é o lugar que eu quero estar, quero representar algo bom e ser um bom exemplo, então acho que vai ser divertido. | ” |

## Capa e lançamento
Em 25 de março, foi divulgado um pequeno pedaço da imagem comercial da faixa, através do Facebook e do Twitter da artista; com um pôster do filme Spring Breakers rasgado, que revelava partes da capa de "Come & Get It". Simultaneamente, nos dias seguintes foram atualizadas as imagens em suas redes sociais, sendo que a cada dia o pôster ficava mais recortado, e mais mostrava-se a capa da obra. Finalmente, em 27 de março, a cantora anunciou que a música seria lançada em 8 de abril e revelou a capa. Nesta pode-se ver a artista gesticulando um grito, enquanto usa uma coroa de jóias em um fundo vermelho. As roupas e os acessórios usados pela cantora na imagem foram desenhadas por Phillipe Blond e David Blond, e de acordo com eles, o estilo de Gomez é "o que o Blonds se trata. É atrevido, atrativo e sempre divertido". Segundo Sam Lansky do Idolator, a capa é uma 'boa evolução' da era When the Sun Goes Down".
"Come & Get It" vazou ilegalmente na internet dois dias antes de seu lançamento, e posteriormente foi publicada pelo locutor de rádio Ryan Seacrest em sua página oficial. Pouco tempo depois, o site de Seacrest se sobrecarregou, devido às várias visualizações que sua publicação recebeu. Após dois dias, a gravadora Hollywood Records lançou a obra em sua data prevista. Rapidamente a canção atingiu o topo dos mais baixados da iTunes Store de países como Brasil, Finlândia e México. Em 23 de abril, a edição brasileira do site MSN inseriu "Come & Get It" em sua seção de "Download da semana", disponibilizando gratuitamente a música, após uma parceria feita com a Universal Music Brasil. A promoção ficou disponível até o dia 30 de abril. Após a liberação da canção, Selena concedeu diversas entrevistas, onde definiu a faixa como "poderosa e divertida, com uma boa introdução e com um pouco de [elemento] tribal no meio, uma boa vibe", afirmando ainda que seu objetivo foi criar algo "divertido, ousado e brincalhão, mas inesperado", e que "vai surpreender as pessoas em uma boa forma". "Come & Get It" foi lançado como o single carro-chefe de Stars Dance, primeiro álbum de estúdio da cantora sem a banda The Scene. Durante uma entrevista para a revista In Style, Selena afirmou que este disco marcará o fim da sua carreira musical.

## Composição
"Come & Get It"  é uma canção de andamento mediano derivada do electropop e worldbeat com um tom de reggae e música indiana. O tema também tem influências de EDM no gancho, produzida pela equipe Stargate. Musicalmente, está escrita na chave de sol menor, com os vocais da intérprete se estendendo dessa mesma nota para si bemol maior. Está definida no tempo de assinatura moderado com um metrônomo de 80 batidas por minuto. Sua sonoridade foi baseada em bollywood e em batidas Bhangra.
A composição foi feita por Ester Dean, Mikkel Eriksen e Tor Erik Hermansen, e suas letras retratam as tentativas da artista em reacender um romance anteriormente terminado. Após seu lançamento, alguns veículos de mídia afirmaram que a música teria sido escrita para Justin Bieber, ex-namorado de Selena, mas a própria desmentiu, dizendo que não se tratava de nenhuma pessoa específica. Segundo a cantora, sua intenção com a faixa não foi apenas amadurecer em sua carreira musical, mas também obter um maior controle criativo sobre esta nova direção que ela está apresentando para os seus fãs.

## Recepção

### Crítica profissional
| Críticas profissionais | Críticas profissionais |
| Avaliações da crítica  | Avaliações da crítica  |
| Fonte                  | Avaliação              |
| ---------------------- | ---------------------- |
| PopCrush               | [ 22 ]                 |
| About.com              | [ 23 ]                 |
| Rolling Stone          | [ 28 ]                 |

Após seu lançamento, "Come & Get It" recebeu revisões mistas da crítica especializada, sendo que alguns observaram uma maturidade na carreira musical de Selena e sua nova sonoridade. Kyle Anderson da revista Entertainment Weekly descreveu a melodia da obra como "fácil e fresca". Já Jessica Sager do PopCrush classificou a música com duas estrelas e meia de cinco, afirmando: "Se você estava esperando algo parecido com 'Love You Like a Love Song' ou dançante como 'Rule the World', então provavelmente ficará um pouco decepcionado." Sager concluiu que o tema "é uma mudança, e um risco. Gomez pode ganhar muitos fãs com essa música já que é muito distante da habitual caixinha de bubblegum da Disney, e seus leais Selenators provavelmente irão apreciá-lo de qualquer maneira. No entanto, as fãs de pop puro podem preferir ficar com o ex-namorado dela".
Bill Lamb do About.com premiou a canção com três estrelas e disse que "o gancho de ilha está presente em 'Come & Get It"', mas a batida de andamento mediano logo induz a sonolência no ouvinte. A nova Selena Gomez simplesmente não é muito divertida". Em seguida, ele afirmou que "criar um guizado de ritmos de todo o mundo, cantos tribais, ritmos tropicais e um brilho tecnológico é uma grande ideia, mas tudo aqui soa excessivamente polido e não consegue realmente convidar o ouvinte". Também disse que é fácil aceitar que a obra foi escrita para Rihanna, pois de acordo com ele "é simples imaginar Rihanna interpretando 'Come & Get It'". Lamb concluiu sua resenha afirmando que a canção "provavelmente aumentará o seu número de ouvintes", graças a sua "batida galopando com tambores indianos" que é "contagiante". Porém, sobre o álbum, afirmou que a música fez "aferrecer o entusiasmo um pouco". Jody Rosen, da revista Rolling Stone, classificou a faixa com três estrelas e meio, comentando que se tratava de "uma música incontestavelmente cativante, um grande pop, com letras sedutoras e uma de série de mal-humorados ganchos vocais que estranhamente ecoam você-sabe-quem".

### Prêmios e indicações
"Come & Get It" recebeu duas indicações para a edição de 2013 do Teen Choice Awards. Na primeira, "Choice Single: Female Artist", que premiou a melhor canção de uma artista feminina, perdeu para "Heart Attack" de Demi Lovato. Já na segunda, "Choice Break-Up Song", que elegeu a melhor música para superar o fim de um namoro, saiu vitoriosa. "Come & Get It" também foi indicada para a categoria de "Melhor Canção do Verão" dos MTV Video Music Awards de 2013, onde perdeu a estatueta para "Best Song Ever" da boy band One Direction, porém ganhou o prêmio de "Melhor Video Pop". e para a seção "Worlds Best Song" da cerimônia World Music Awards.

## Vídeo musical

No vídeo musical para "Come & Get It", Selena aparece em várias paisagens fazendo danças sensuais. O tema principal da obra audiovisual foram os quatro elementos: água, ar, fogo (foto) e terra.

O vídeo acompanhante para "Come & Get It" foi dirigido por Anthony Mandler, e o foco de seu enredo são os quatro elementos: água, ar, fogo e terra. Sobre as gravações, Selena afirmou: "Foi difícil [trabalhar no vídeo] porque em cada set-up havia partes que eu simplesmente amei, mas quando nós fizemos aquela coisa com o fogo, você pode imaginar que eu estava quente, mas estava congelando. Estava tão frio, eu tremia enquanto fazia meus movimentos de dança". "Honestamente, sinto que foi o melhor vídeo que eu já fiz". Durante sua entrevista ao MTV First, a artista comentou que ela e o diretor trabalharam duro para chegar a um tema cinematográfico que se encaixasse com o ritmo da música, e brincou: "Acho que ele [Anthony Mandler] ficou com raiva de mim. Eles [os diretores] têm códigos de tempo [para produzir um vídeo], e então eu estava enviando e-mails [modificações] com idas e vindas para Anthony e minha gravadora... Mas funcionou. Foi como uma colaboração e ele realmente fez um ótimo trabalho". Um dos preparativos do vídeo em que Anthony deu controle total para artista foi o seu vestuário na produção. "Eu trabalhei com o meu estilista desde quando eu tinha quinze anos, e quando Anthony veio a bordo, ele realmente me apoiou quando desejei ter um pouco mais de controle com isto", comentou Selena. A intérprete também falou a respeito do vestido preto que utilizou durante as gravações: "O [vestido] preto era realmente um vestido de última hora porque eu estava querendo que ele tivesse mangas mais compridas. Mas com o campo e tudo e a definição, [Anthony] queria que eu fosse um pouco mais sensual. Eu entendo: é um vestido lindo e eu definitivamente amo o pop com o meu cabelo".
Em 30 de abril de 2013, uma curta prévia do videoclipe de "Come & Get It" foi divulgada, mostrando a cantora em um grande campo cercado por flores, olhando com desejo para um homem misterioso, mergulhando em um rio e fazendo coreografias com um grupo de dançarinos na frente de uma fogueira. Seu lançamento ocorreu em 7 de maio, no programa MTV First: Selena Gomez, e após a estreia do vídeo, a artista concedeu uma entrevista de trinta minutos num estúdio da MTV, onde também respondeu perguntas da platéia. Alguns minutos depois, a produção foi lançada mundialmente através da conta de Selena no Vevo e disponibilizada para vendas na iTunes Store de vários países. Bruna Nessif do Entertainment Weekly elogiou o trabalho, escrevendo: "[...] depois de ver Selena dando um olhar sedutor de 'venha cá' para a câmera em múltiplos cenários, você provavelmente vai ficar com vontade de fazer exatamente o que a canção diz". Carl Williott do blog musical Idolator declarou: "Como prometido no teaser, o clipe apresenta paisagens exuberantes e cores deslumbrantes, como Gomez que interpreta a mulher enfeitiçadora que é dançante no fogo e dançante na água ao longo da coisa toda. É basicamente o vídeo Enya mais sexy de todos os tempos". Já Cristin Maher do PopCrush notou uma semelhança da trama com o enredo de "Where Have You Been" de Rihanna e "Starships" de Nicki Minaj, este último também foi dirigido por Mandler. O site francês Public obteve uma opinião similar, afirmando que "Selena interpreta Rihanna em seu novo vídeo". A publicação francesa notou que a cena em que a cantora é vista em um campo de flores é semelhante ao vídeo musical de "Only Girl (In the World)", e que quando o clipe mostra ela nadando na água, quase submersa, lembra novamente outra produção videográfica de Rihanna, desta vez, "Where Have You Been".
Durante os dias 8 a 14 de maio, o videoclipe de "Come & Get It" foi o mais visto do YouTube. Na semana seguinte, caiu para a 5.ª posição na lista dos mais visualizados do site. No Twitter, Selena agradeceu a recepção positiva de seu novo clipe: "Eu estou tão feliz que vocês estão gostando! Obrigada por todos os ótimos comentários". A trama recebeu uma estatueta nos MTV Video Music Awards de 2013 (VMA), como "Melhor Vídeo Pop", derrotando produções de Fun., Justin Timberlake, Miley Cyrus e Bruno Mars, além de ser nomeado para a categoria de "Worlds Best Video" da premiação World Music Awards.

## Divulgação

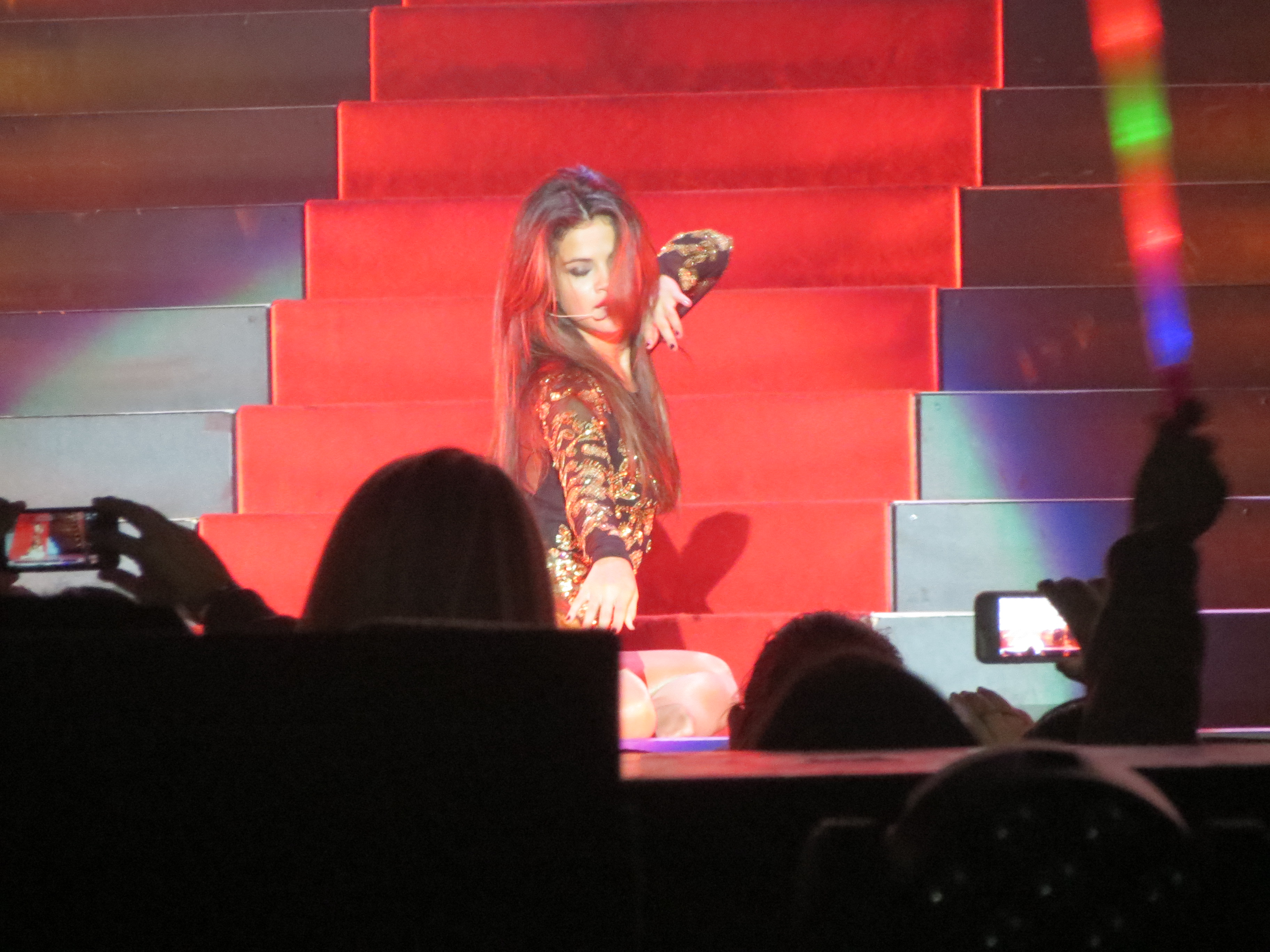
Gomez interpretando "Come & Get It" durante a Stars Dance Tour (2013).

Selena cantou "Come & Get It" pela primeira vez ao vivo em 14 de abril no MTV Movie Awards de 2013. Antes de sua apresentação, a cantora disse que estava "muito ansiosa" e "nervosa", pois queria fazer algo diferente de tudo que já fez como artista. "É a primeira vez que eu vou cantar e dançar ao mesmo tempo. Já fiz isso em turnê um pouco, mas nunca em uma canção completa que está coreografada, de modo que vai ser realmente interessante para mim, e espero fazer um bom trabalho". A intérprete também afirmou que sua inspiração para essa apresentação foi Britney Spears: "Das performances em premiações da MTV, a minha favorita é da Britney [Spears] em [I'm a] Slave 4 U. [...] Naquela época ela estava em um momento de transição, e que definitivamente me inspirou para este, com certeza". Durante sua aparição, Selena usou um vestido vermelho combinado com acessórios de ouro e realizou uma coreografia de dança indiana junto com um grupo de dançarinas. Chris Payne da Billboard afirmou que esse espetáculo foi o momento mais memorável da cerimônia. Christopher Rogers do Hollywood Life obteve a mesma opinião. Ele disse que a interpretação de Selena foi um dos pontos fortes do evento, chamando-a de "hot e sexy"; por fim, Christoper concluiu que a cantora "certamente mostrou a Justin Bieber que ele está desaparecido, enquanto ela desliza por um palco em um conjunto vermelho quente". Já Erika Brooks Adickman disse que mesmo a intérprete não sendo indicada para nenhuma categoria, ela foi a grande vencedora com a sua apresentação. Através de sua conta no Twitter, Britney Spears exaltou o show da artista, afirmando que "Come & Get It" já era uma de suas músicas favoritas. Entretanto, sua caracterização causou controvérsia entre membros hinduístas dos Estados Unidos. Eles acusaram a cantora de apropriação cultural, após a mesma utilizar uma decoração bindi em sua testa. O porta-voz do grupo afirmou: "O bindi na testa é uma tradição antiga do hinduísmo e tem forte significado religioso"; "Não é para ser usado como algo com efeito sedutor. Selena deveria pedir desculpas e depois se familiarizar com os conceitos básicos das religiões do mundo". O uso do bindi pela cantora também gerou comentários nas redes sociais, com alguns chamando-a de "culturamente insensível". Mais tarde, a intérprete respondeu em uma entrevista que seu objetivo era apenas "traduzir" a sensação da canção, acrescentando que estava dedicando um pouco de seu tempo para estudar a cultura hindu, o qual chamou de "bonita". Ela continuou a utilizar o acessório em suas apresentações seguintes.
Continuando o processo de divulgação, Selena cantou o tema no The Ellen DeGeneres Show em 15 de abril, onde também concedeu uma entrevista. No dia seguinte, ela participou do Dancing with the Stars com um vestuário e coreografia similar ao de sua apresentação no MTV Movie Awards. Nesse dia, o programa também contou com uma performance do trio country The Band Perry e da cantora estoniana Kerli. Posteriormente, a faixa fora apresentada no Late Show with David Letterman, e diferente de seus outros espetáculos, a cantora não utilizou coreografias, sendo "apenas ela e o microfone". A obra também foi cantada pela artista junto com "Love You Like a Love Song", no evento MTV Upfrotns. Já em 27 de abril, foi a vez da premiação Radio Disney Music Awards ter uma interpretação da canção, e durante a cerimônia, a cantora venceu a categoria de "Melhor Artista Feminina", levando uma estatueta para casa. "Come & Get It" também foi incluída em um vídeo promocional da American Broadcasting Company (ABC) para a série Mistresses. Em 15 maio de 2013, a musicista postou em seu canal do YouTube um vídeo intitulado "If You're Ready!", onde mostrou cenas dela e de seus dançarinos ensaiando a coreografia da canção em um estúdio de dança para as apresentações futuras. Quatro dias depois, Selena interpretou a música na premiação Billboard Music Awards. Após sua performance, a resposta da crítica foi em sua maioria positiva. Andrew Unterberger do site PopDust comentou que o número da cantora neste espetáculo não foi muito diferente do realizado pela mesma no MTV Movie Awards, ressaltando que o desempenho vocal foi bom, mas bastante normal, e que mostrou ela em uma posição um pouco mais confortável com o seu novo estilo, mostrando um crescimento de si no palco. Já Eleanore Hutch do Hollywood Life declarou que "Selena abalou o show com seu estilo rotineiro de Bollywood e seu divertido bindi", escrevendo ainda que a apresentação dela foi sexy e que colocou a fasquia alta em todos os outros artistas.
Em 22 de maio, foi iniciada a divulgação de "Come & Get It" na Inglaterra. Durante este dia, Selena viajou para Londres, onde participou pela manhã de um programa da BBC Radio 1. Na tarde, a cantora deveria conceder uma entrevista para o InDemanUk e integrar um bate papo com a Vevo UK, mas após ela passar mal, esses dois compromissos tiveram que ser reagendados para outro dia. Sobre o ocorrido, ela comentou no Twitter: "Me perdoem, pessoal, por ter que cancelar hoje. Eu não tenho certeza se eu estou doente ou foi alguma comida estragada que eu comi, mas eu me sinto péssima. Eu irei pegar o restante do dia e tentar melhorar para amanhã. Sinto muito". No dia seguinte, ela retornou ao trabalho, promovendo "Come & Get It" na estação de rádio britânica Capital FM e gravando sua participação no programa de televisão The Graham Norton Show!.
Em 4 de julho de 2013, Selena cantou "Come & Get It" e o segundo single do Stars Dance, "Slow Down", no Macy’s Fourth of July Spectacular, evento realizado em Nova York e transmitido pela NBC, que comemora a independência dos Estados Unidos com apresentações musicais e com um espetáculo de fogos de artifício. Selena cantou seus dois singles usando vestimentas de cor branca e vermelha, duas cores presentes na bandeira estadunidense. Além da cantora, o evento contou com a presença de artistas como Taylor Swift, Cher, Tim McGraw e Pitbull, e ficou em primeiro lugar de audiência nos Estados Unidos. Após o lançamento do disco Stars Dance, em 19 de julho, a intérprete iniciou uma maratona de divulgação do álbum, sendo que no dia 26 do mesmo mês ela participou do programa Good Morning America, onde se apresentou com "Come & Get It" e com outras duas músicas. Selena Gomez também interpretou o tema na Stars Dance Tour, sua primeira turnê mundial, sendo uma das canções de encerramento dos shows.

## Faixas e formatos
"Come & Get It" foi lançada somente para download digital em 8 de abril de 2013. No mês seguinte, a Hollywood Records divulgou em sua página do SoundCloud, que um conjunto de vinte e três remixes da música seria comercializado através de um EP. No dia 28 de maio, foi lançado na iTunes Store dos Estados Unidos, uma compilação com seis remixes.
| Download digital |                 |         |  |
| N.º              | Título          | Duração |  |
| 1.               | "Come & Get It" | 3:51    |  |

| Remixes - iTunes Store |                                                |         |  |
| N.º                    | Título                                         | Duração |  |
| 1.                     | "Come & Get It" (Jump Smokers Extended Remix)  | 4:13    |  |
| 2.                     | "Come & Get It" (Robert DeLong Remix)          | 4:36    |  |
| 3.                     | "Come & Get It" (Cahill Club Remix)            | 7:05    |  |
| 4.                     | "Come & Get It" (Fred Falke Club Remix)        | 8:35    |  |
| 5.                     | "Come & Get It" (DJ M3 Mixshow Extended Remix) | 5:31    |  |
| 6.                     | "Come & Get It" (Dave Audé Club Remix)         | 6:11    |  |

## Desempenho nas paradas musicais
Em seus sete primeiros dias nos Estados Unidos, "Come & Get It" comercializou mais de 76 mil downloads pagos no país. Nas semanas seguintes, os lucros com a música subiram, e após o lançamento do vídeo musical, suas vendas aumentaram 24% em comparação à semana anterior nos Estados Unidos. As execuções de "Come & Get It" nas rádios e o seu streaming na internet também elevaram, levando a canção para a sexta posição da Billboard Hot 100, em 15 de maio de 2013. Tornou-se no primeiro trabalho de Selena Gomez que se posiciona entre as dez primeiras posições desta parada. Na semana seguinte, "Come & Get It" vendeu mais de 164 mil downloads pagos nos Estados Unidos, um aumento de 15% em relação à semana anterior. A execução da música nas rádios estadunidenses também subiu, com um aumento de 16%; entretanto, a faixa caiu uma posição na parada principal dos EUA, a Billboard Hot 100, ficando na 7.ª posição. Isso ocorreu devido a queda de 31% da música em streamings na internet, duas semanas após o lançamento do vídeo musical. Nos dias seguintes, a faixa voltou para a sexta posição, impulsionado principalmente pela apresentação da intérprete no Billboard Music Awards, e depois caiu novamente para a sétima. "Come & Get It" vendeu mais de dois milhões de cópias em território estadunidense, tornando-se no primeiro single de Selena como solista a atingir esta marca, sendo, no momento, sua música mais vendida, e a segunda, quando considerado os trabalhos com o The Scene, ficando atrás apenas de "Love You Like a Love Song" (2.502.000). Foi certificada com o disco de platina dupla pela Recording Industry Association of America (RIAA).
Na Radio Songs, que lista as músicas mais tocadas em estações radiofônicas dos Estados Unidos, "Come & Get It" obteve o sétimo posto, tornando-se no primeiro top 10 de Selena nas rádios. Algumas semanas depois, atingiu a primeira posição nas estações de música pop. Selena Gomez, emocionada por ter atingido o topo, gravou um vídeo e postou em seu canal do YouTube, agradecendo seus fãs por esta conquista. Uma das pessoas da equipe da cantora gravou o momento em que ela descobriu que conseguiu este feito; surpresa, a artista afirmava: "Eu não achei que conseguiria. Meu Deus, isso é incrível". Selena também agradeceu em sua conta no Twitter, escrevendo: "Este é uma das minhas maiores conquistas e eu não poderia ter conseguido sem todos vocês! Muito agradecida".
| “ | Olá pessoal. Hoje eu recebi uma notícia muito empolgante, eu consegui meu primeiro número um. [...] Eu gravei quatro CDs e este é o meu primeiro número um. [...] Agradeço todas as rádios, minha gravadora, e o mais importante de todos: meus fãs, por terem amado a canção, pedindo ela nas rádios, significa muito pra mim. Então, é isso, essa é a minha primeira canção número um. | ” |

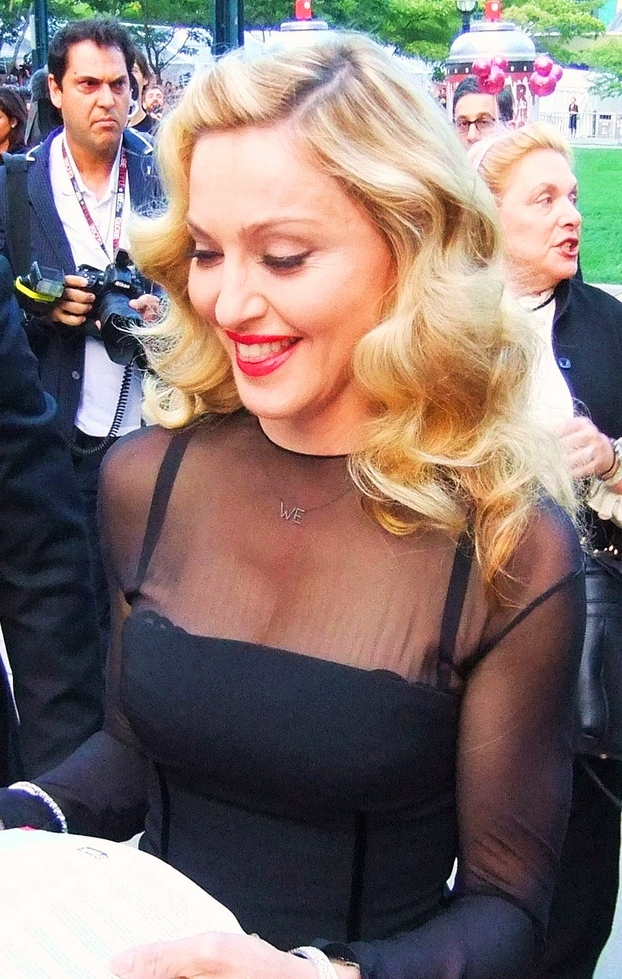
"Come & Get It" igualou-se à "Music" de Madonna (foto) ao chegar ao topo da Hot Dance Club Songs em apenas cinco semanas.

A faixa também conseguiu se desempenhar na Hot Dance Club Songs, que lista as canções mais tocadas em boates e clubes de dança dos EUA, estreando na 37.ª posição. Nas três semanas seguintes, as execuções subiram bruscamente, fazendo com que a mesma pulasse para o 27.º, depois para 10.º e, por fim, para o 4.º lugar. Já em sua quinta semana, "Come & Get It" atingiu a primeira posição nas mais tocadas da Hot Dance Club Songs, tornando-se no primeiro trabalho de Selena em carreira solo a conseguir este feito. Quando considerado os trabalhos com o The Scene, é o quinto, pois "Naturally", "A Year Without Rain", "Who Says" e "Love You Like a Love Song" já haviam atingido o topo nesta parada. Mas, dentre todas, "Come & Get It" foi o que obteve o número um mais rapidamente. A subida para o topo foi tão rápida, que a última cantora que havia conseguido este feito foi Madonna com "Music" (2000). No geral, "Come & Get It" é a décima canção da história a se posicionar na primeira colocação da Hot Dance Club Songs em cinco semanas ou menos. Em outras listas publicadas pela revista Billboard, como a Adult Pop Songs e Pop Songs, a obra conseguiu a 17.ª e a 2.ª posição, respectivamente.
Mundialmente, a faixa obteve resultados diversificados. Enquanto na região de Flandres da Bélgica o single obteve a 2.ª posição, na França conseguiu apenas a 35.ª. Na Nova Zelândia, "Come & Get It" atingiu a décima quarta colocação, sendo certificada com o disco de ouro pela Recording Industry Association of New Zealand (RIANZ), devido às mais de 7.500 unidades da música vendidas em território neozelandês. No Canadá, obteve o sexto lugar, mesmo posto que nos Estados Unidos, sendo certificada pela Music Canada com o disco de platina dupla como recompensa pelas vendas de mais de 160 mil cópias no país. Na Irlanda, "Come & Get It" só foi lançada em 12 de julho de 2013, três meses depois de sua estreia oficial. As vendas da canção foram favoráveis no país, fazendo com que a mesma atingisse a 6.ª posição na parada irlandesa. O single se tornou no trabalho melhor posicionado de Selena na Irlanda, superando "Naturally", que havia chegado à sétima colocação em abril de 2010. A faixa também foi lançada no Reino Unido em julho, estreando na oitava colocação da parada britânica. Este não foi o melhor resultado de Selena no país, que já havia chegado ao sétimo posto com "Naturally", em abril de 2010 — mesma posição que na Irlanda. "Come & Get It" também conseguiu uma colocação inferior quando comparada a outros lançamentos da gravadora Hollywood no Reino Unido em 2013, como "Ready or Not", de Bridgit Mendler, que conseguiu o sétimo lugar em março, e "Heart Attack" de Demi Lovato, que atingiu o terceiro em maio. Depois do lançamento do disco Stars Dance, as execuções de "Come & Get It" subiram em alguns países europeus. Neste período, a canção estreou na 58.ª posição na Alemanha, pulou para a 35.ª na França, e subiu da 38.ª para a 22.ª colocação na República Tcheca, após passar por semanas de instabilidade na parada musical deste último país. Alguns dias depois, a faixa subiu para o 34.º lugar na França.
| Parada musical (2013)                    | Melhor posição |
| ---------------------------------------- | -------------- |
| Alemanha - Media Control AG              | 58             |
| Austrália - ARIA Charts                  | 46             |
| Áustria - Ö3 Austria Top 40              | 53             |
| Bélgica - Ultratip (Flandres)            | 2              |
| Bélgica - Ultratop 40 (Valônia)          | 15             |
| Brasil - Brasil Hot 100 Airplay          | 53             |
| Brasil - Brasil Hot Pop Songs            | 15             |
| Canadá - Canadian Hot 100                | 6              |
| Dinamarca - Tracklisten                  | 34             |
| Coreia do Sul - Gaon International Chart | 36             |
| Escócia - Scottish Singles Chart         | 6              |
| Eslováquia - IFPI                        | 37             |
| Espanha - PROMUSICAE                     | 40             |
| Estados Unidos - Billboard Hot 100       | 6              |
| Estados Unidos - Adult Contemporary      | 27             |
| Estados Unidos - Adult Pop Songs         | 17             |
| Estados Unidos - Hot Dance Club Songs    | 1              |
| Estados Unidos - Pop Songs               | 2              |
| França - SNEP                            | 34             |
| Hungria - MAHASZ                         | 28             |
| Irlanda - IRMA                           | 6              |
| México - Billboard México Inglês Airplay | 1              |
| Noruega - VG-lista                       | 16             |
| Nova Zelândia - RIANZ                    | 14             |
| Países Baixos - Dutch Top 40             | 84             |
| Reino Unido - UK Singles Chart           | 8              |
| República Tcheca - IFPI Česká Republika  | 22             |
| Suíça - Schweizer Hitparade              | 42             |

| Austrália - ARIA | Ouro       | + 35.000^   |
| Canadá - Music Canada | 2× Platina | + 160.000^  |
| Estados Unidos - RIAA | 3× Platina | + 3.000.000 |
| Dinamarca - IFPI | Ouro       | + 15.000^   |
| México - AMPROFON | Ouro       | + 35.000^   |
| Noruega - IFPI | Platina    | + 10.000^   |
| Nova Zelândia - RIANZ | Ouro       | + 7.500*    |
| * Número de vendas definido com base apenas no nível de certificação. ^ Número de embarques definido com base apenas no nível de certificação. |            |             |

| Parada (2013)                      | Melhor posição |
| ---------------------------------- | -------------- |
| Canadá - Canadian Hot 100          | 36             |
| Estados Unidos - Billboard Hot 100 | 33             |

## Créditos
Lista-se abaixo os profissionais envolvidos na elaboração de "Come & Get It", de acordo com o encarte do álbum Stars Dance:
- Selena Gomez — vocais
- Ester Dean — compositor, produtor vocal
- Mikkel Storleer Eriksen — compositor, produtor (como parte da equipe Stargate), gravação, instrumentos
- Tor Erik Hermansen — compositor, produtor (como parte da equipe Stargate), instrumentos
- Aubry "Big Juice" Delaine — engenharia acústica
- Ian Nicol — assistente
- Miles Walker — gravação
- Daniel James e Leah Haywood (creditados como Dreamlab) — produtores vocais
- Jorge Velasco — assistente de engenharia acústica
- Phil Tan — mixagem
- Daniela Rivera — engenharia adicional, assistente de engenharia
- Tim Blacksmith, Danny D. — produtores executivos

## Histórico de lançamento
"Come & Get It" foi lançada em sete países no dia 8 de abril de 2013 por download digital. No dia seguinte, sua estreia ocorreu no Canadá e nos Estados Unidos. Nos países Áustria e Eslovênia, foi lançada quatro dias depois. Na Irlanda e no Reino Unido, foi lançada em 12 e 14 de julho, respectivamente. Somente no último país citado, o single não foi disponibilizado pela gravadora Hollywood, sendo distribuído pela Polydor.
| País           | Data                | Formato          | Gravadora         |
| -------------- | ------------------- | ---------------- | ----------------- |
| Alemanha       | 8 de abril de 2013  | Download digital | Hollywood Records |
| Austrália      | 8 de abril de 2013  | Download digital | Hollywood Records |
| Brasil         | 8 de abril de 2013  | Download digital | Hollywood Records |
| Espanha        | 8 de abril de 2013  | Download digital | Hollywood Records |
| Finlândia      | 8 de abril de 2013  | Download digital | Hollywood Records |
| Noruega        | 8 de abril de 2013  | Download digital | Hollywood Records |
| Portugal       | 8 de abril de 2013  | Download digital | Hollywood Records |
| Canadá         | 9 de abril de 2013  | Download digital | Hollywood Records |
| Estados Unidos | 9 de abril de 2013  | Download digital | Hollywood Records |
| Áustria        | 12 de abril de 2013 | Download digital | Hollywood Records |
| Eslovênia      | 12 de abril de 2013 | Download digital | Hollywood Records |
| Irlanda        | 12 de julho de 2013 | Download digital | Hollywood Records |
| Reino Unido    | 14 de julho de 2013 | Download digital | Polydor           |